# 马守应
马守应（？—1644年），或稱馬守玉，回族，別號“老回回”。陝西綏德人。明朝末年农民起义军首領。
马守应早年當過邊兵。崇禎元年（1628年），率眾起義，隸屬闖王高迎祥、活動於甘肅東部，在淅川、南阳一带；崇禎四年（1631年）编入王自用農民起义军三十六营；崇桢八年（1635年）荥阳大会时，名列豫楚十三家首领之一；有众数万人，是义军中重要的一支。先后转战陕、晋、鄂、皖、湘等地；曾與賀一龍（革里眼）、賀錦（左金王）、劉希堯（改世王）、藺養成（亂世王）等合军，称“革左五营”。
崇禎十一年（1638年），李自成因作戰失利，投靠馬守應。崇禎十六年（1643年）賀一龍與羅汝才被李自成設計殺害，馬守應退守荆州。崇禎十七年（1644年）春，病故。